# 태양의 왕
태양의 왕(Kings of the Sun)은 미국에서 제작된 J. 리 톰슨 감독의 1963년 모험 영화이다. 율 브린너 등이 주연으로 출연하였고 루이스 J. 레치밀 등이 제작에 참여하였다.

## 출연

### 주연
- 율 브린너
- 조지 샤키리스

### 조연
- 셜리 앤 필드
- 리차드 베이스하트
- 브래드 덱스터
- 베리 모스
- 아만도 실베스트러
- 레오 고든
- 빅토리아 버트리
- 루디 솔라리
- 포드 레인니

## 같이 보기
- 화이트워싱